# HD 184960
HD 184960，又名BD+50 2815，SAO 31782、HR 7451，是一颗恒星，视星等为5.73，位于銀經83.46，銀緯14.59，其B1900.0坐标为赤經19h 31m 44.4s，赤緯+51° 14.59′ 19″。